# Clinopodium abyssinicum
Clinopodium abyssinicum — вид квіткових рослин з родини глухокропивових (Lamiaceae).

## Біоморфологічна характеристика
Це однорічна чи короткочасна багаторічна трав'яниста рослина 5–80 см заввишки, ароматна. Листки мають ніжку й тонку пластину, яка від широко до вузько-яйцеподібної форми, розміром до 10–30 × 6–20 мм, верхівка від тупої до гострої, основа округла, клиноподібна чи загострена, край городчастий чи городчасто-пилчастий. Суцвіття нещільні, 1–5(9)-квіткові. Плодова чашечка майже пряма, біля основи потовщена, зверху вузькоциліндрична, 13-ребриста, біля гирла волосиста, 5–8 мм завдовжки; частки злегка нерівні, 0.5–1 мм завдовжки. Віночок завдовжки 7–10 мм, рожевий; губи значно коротше трубки. Тичинки і стрижень не виступають за гирло трубки віночка (в Сомалі). Горішки 0.9–1.1 × 0.5–0.6 мм, у вологому стані слизєві.

## Поширення
Зростає у східній Африці й Арабського півострові: Джибуті, Еритрея, Ефіопія, Кенія, Саудівська Аравія, Сомалі, Судан, Танзанія, Уганда, Ємен.